# Weissia diffidentia
Weissia diffidentia är en bladmossart som beskrevs av Richard Henry Zander 1993. Weissia diffidentia ingår i släktet krusmossor, och familjen Pottiaceae. Inga underarter finns listade i Catalogue of Life.